# エヴゲーニヤ・ギンズブルグ
エヴゲーニヤ・セミョーノヴナ・ギンズブルグ（ロシア語：Евге́ния Соломо́новна Ги́нзбург、英：Eugenia Semyonovna Ginzburg、1904年12月20日 - 1977年5月25日）はソビエト連邦の作家。ラテン文字表記「Eugenia」はYevgeniaと表記されることもある。ヨシフ・スターリンの大粛清により1937年に投獄されたが1956年に解放され、自身の18年間にわたる強制収容所での体験を2冊の自伝にまとめたことで知られる。息子にソビエト連邦の作家で後に米国に移住したワシリー・アクショーノフがいる。

## 生涯
エヴゲーニヤは1904年12月20日 にモスクワで生まれた。1909年に家族でカザンに転居し、1920年にカザン大学に入学すると当初は社会科学を学んでいたが、後に教育学に切り替えた。エヴゲーニヤは卒業後にRabfak（勤労者向けの学部）の講師になり、医師と結婚して1926年に長男が生まれた。その後に離婚したが、1930年にカザン市長でソビエト連邦中央執行委員会委員のパヴェル・アクショーノフと再婚して1932年に次男のワシリー・アクショーノフが生まれた。エヴゲーニヤは1934年4月に共産党史のDocent（准教授に相当）に就任し、翌月の5月25日に新設されたレーニン主義史学部の学部長に指名された。だが、翌年の秋には彼女は大学を辞めることになった。
1934年12月1日にセルゲイ・キーロフが暗殺されて大粛清が始まり、エヴゲーニヤは被害者の1人となった。彼女は『Red Tartary』の新聞記者としても働いていたのだが、この新聞の編集委員にはN. N. El'vov教授が率いるトロツキスト反革命集団のメンバーが集まっているとされていた。エヴゲーニヤは1937年2月8日に共産党を正式に除名され、2月15日にNKVDによって逮捕された。彼女は容疑を認めなかったが、8月1日にわずか7分の「審理」で10年の刑期と5年の政治的権利剥奪、全ての人的財産の没収を言い渡された。彼女の家族もまた被害にあった。彼女の両親は逮捕されたものの2カ月後に釈放されたが、夫のパヴェル・アクショーノフは7月に逮捕されて15年の矯正労働を課された。
エヴゲーニヤはレフォルトヴォ収容所、ブトイルカ収容所を経てヤロスラヴリ収容所に送られ、2年間をヤロスラヴリの独居房ですごした。彼女は列車でマガダン州へ移され、当初は収容所の病院で働いていたがコルィマ鉱山の収容所へと移された。彼女はここでドイツ人医師アントン・ワルテルと出会った。アントンはクリミアで働いていたが1935年に反革命集団の一員だという冤罪で逮捕されていた。ワルテルは彼女を看護師として推薦したという。
1949年2月、エヴゲーニヤは収容所からは解放されたものの、後5年はマガダン州に残らなければならなかった。彼女はマガダンで次男と12年ぶりに再会したが、夫と長男は既に死去していた。長男は1941年にレニングラード包囲戦で亡くなっていた。彼女は幼稚園で働きながら回顧録を隠れて執筆していたが、同年10月に再逮捕された。再逮捕の理由は明らかにされなかったものの、拘留地は彼女の希望が通った。当初はクラスノヤルスクに送られる予定だったが、彼女はコルィマ鉱山へ戻ることができた。
1953年にスターリンが死去した後、エヴゲーニヤは再審を請求し、1955年6月25日にモスクワへ戻ることが認められた。彼女は1951年に既に釈放されていたアントンと再婚した。だが、彼は1959年12月17日に死去した。エヴゲーニヤはモスクワで記者として働く傍らで1934年から1939年にかけての自身の体験をまとめた自伝『Journey into the Whirlwind』を執筆したが、ソ連で出版することはできなかった。1967年に完成したこの原稿は国外に持ち出され、イタリアのミラノとドイツのフランクフルト・アム・マインで出版された。
エヴゲーニヤは1977年にモスクワで死去した。その後、1981年にコルィマ鉱山の収容所時代から1955年に解放されるまでの経緯を記した2冊目の自伝『Within The Whirlwind』が出版された。

## 著作
- Journey into the Whirlwind (1967年)
- Within The Whirlwind (1981年)

### 日本語訳
- E.S.ギンズブルグ『明るい夜暗い昼』中田甫（訳）、平凡社、1974年。[7]
- E.ギンズブルグ『明るい夜暗い昼 続』中田甫（訳）、平凡社、1981年。[8]

- エヴゲーニヤ・ギンズブルグ『明るい夜暗い昼―女性たちのソ連強制収容所』中田甫（訳）、集英社、1990年8月25日。ISBN 4087601889。[9]
- E.ギンズブルグ『明るい夜暗い昼 続』中田甫（訳）、集英社、1990年9月1日。ISBN 4087601897。[10]
- ギンズブルグ『明るい夜暗い昼 続々』中田甫（訳）、集英社、1990年。ISBN 4087601900。[11]

### 映画（原作）
- Within the Whirlwind（英語版） - 2009年公開。マルレーン・ゴリス監督、出演者はエミリー・ワトソン、パム・フェリスなど[12]。